# Anna Luiza Mycielska
Anna Ludwika Karolina Kunegunda Radziwiłłowa z d. Mycielska h. Dołęga (ur. 22 października 1729 we Lwowie, zm. 19 marca 1771 w Dreźnie) – polsko-litewska szlachcianka, arystokratka rodowa, księżna Radziwiłłowa jako żona Leona Michała i następnie Michała Kazimierza zw. „Rybeńku”, dyplomatka.

## Życiorys
Pochodziła ze średniozamożnej rodziny szlacheckiej Macieja Mycielskiego (1690–1747), kasztelana kaliskiego i poznańskiego, oraz Weroniki z d. Konarzewskiej (1699–1762). Miała starszą siostrę Józefę (1720–) oraz trzech młodszych braci: Józefa (1733–1789), Stanisława (1735–1786) i Jana Nepomucena. Dzięki powiązaniom rodzinnym poprzez mateczną babkę Teofilę z Leszczyńskich (1680–1757) weszła w krąg magnaterii, skupionej wokół Radziwiłłów. Wychowywała się na dworze wujostwa Franciszki Urszuli (1705–1753) i Michała Kazimierza zw. „Rybeńku” Radziwiłłów (1702–1762) w Nieświeżu. Tam odebrała wykształcenie typowe dla dziewcząt magnackich swoich czasów; poznała literaturę jej współczesną i klasyczną, opanowała języki francuski, niemiecki i łacinę. była też zorientowana w sztuce teatralnej, pobierając nauki aktorstwa.
W 1744 została wydana za mąż za kuzyna Leona Michała Radziwiłła (1722–1751), jej przyjaciela wieku młodzieńczego i szczerego kochanka. Miała z nim czworo dzieci: córkę Teofilę Magdalenę (1745–1784) oraz synów Mikołaja (1746–1795), Michała (1748) i Macieja (1748–1800). Po śmierci męża otrzymała oprawę wdowią, przyznaną przez wujostwo i brata wuja Hieronima Floriana (1715–1760). Dzięki temu mogła zapewnić synom staranne wykształcenie w jezuickim Collegium Nobilium. W 1751–1764 wspólnie z opiekunami dzieci, w imieniu małoletniego syna Mikołaja zarządzała dobrami zw. „hrabstwem szydłowieckim” .
Ponownie wyszła za mąż za swojego wuja „Rybeńkę”, gdy ten owdowiał w 1753. Z tego małżeństwa pochodzi również czworo dzieci: syn Hieronim Wincenty (1759–1786) oraz córki Weronika Joanna (1754–), Barbara Jadwiga, Maria Wiktoria (1760–) i Józefa Franciszka (1762–). Jako młoda kobieta występowała w amatorskim teatrze Radziwiłłów w Nieświeżu i Słucku. Przypuszczalnie występowała również dla publiczności, cokolwiek kameralnej, to jednak szerszej niż krąg domowników i gości książęcych, na co ma wskazywać prowadzenie trupy przez specjalistów różnej profesji, śpiewaków, choreografów, dramatopisarzy, głównie pochodzenia włoskiego.
Po śmierci Michała Kazimierza w 1762, opiekę wdowią zapewnił jej pasierb Karol Stanisław zw. „Panie Kochanku” (1734–1790). Wobec bezkrólewia po śmierci Augusta III Sasa (1763) i udania się jej protektora na emigrację, Anna Ludwika także opuściła Nieśwież. W 1763 zamieszkała w Szydłowcu u najstarszego syna Mikołaja. Jednak nie zaakceptowała jego związku i planów matrymonialnych z Marią Gawdzicką (1746–1806), aktorką pochodzenia mieszczańskiego. Zagroziła synowi odbiorem dóbr, jednak nie zostało to zrealizowane z powodu braku poparcia pozostającego w Turcji „Pana Kochanku”.
W 1764 osiadła w Gdańsku, zapewniającym neutralność polityczną wobec stronnictw bezkrólewia. Poszukiwała wsparcia dyplomatów francuskich wobec wystąpienia konfederacji generalnej, która już w 1763 sekwestrowała dobra Radziwiłłów położone w Wielkim Księstwie Litewskim. W celu zmuszenia konfederatów od zwrócenia posiadłości Radziwiłłom prowadziła rozmowy z konsulem Jeanem-François-Joseph Dumontem. Pozwoliło jej to na zaangażowanie się w politykę prosaską i agitację za kandydaturą na króla Stanisława Poniatowskiego. W tym celu korespondowała m.in. z ministrem stanu Francji Cesarem Gabrielem de Choiseul i Antoine-Rene de Voyer de Paulmy, który zapewnił jej kontakt z Ludwikiem XV .
W 1767 otrzymała zaproszenie powrotu do kraju od Karola Stanisława, który ponownie osiadł w Nieświeżu. Jednak osobista niechęć do dawnych oponentów, Czartoryskich, którzy przystąpili do stronnictwa królewskiego oraz utrata zaufania syna, skłoniły ją do pozostania na emigracji.
Pozostawiła po sobie bogatą spuściznę epistolograficzną, przechowywaną w Archiwum Głównym Akt Dawnych. Jej korespondencja jest cennym źródłem wiedzy na temat polsko-francuskich kontaktów dyplomatycznych okresu wojny domowej oraz życia codziennego polskiej magnaterii przełomu epok saskiej i stanisławowskiej, a zwłaszcza roli kobiety i wdowy w Polsce 2. połowy XVIII w.